# تپه جوشق
تپه جوشق مربوط به دوره اشکانیان - دوران‌های تاریخی پس از اسلام سدهٔ ۴ تا ۶ ه.ق است و در شهرستان اراک، بخش مرکزی، دهستان مشهد میقان، روستای ترمذ واقع شده و این اثر در تاریخ ۲۰ اردیبهشت ۱۳۸۶ با شمارهٔ ثبت ۱۹۰۵۷ به‌عنوان یکی از آثار ملی ایران به ثبت رسیده است.